# Steve Makuka
Steve Eduardo Makuka Pereyra (n. Montevideo, Uruguay, 26 de noviembre de 1994) es un futbolista uruguayo. Juega de defensa.  Para este año 2021 fue el refuerzo en defensa del Club Social y Deportivo Municipal de Guatemala.
Hijos: Ariana Makuka.

## Clubes
| Club                 | País      | Año             |
| -------------------- | --------- | --------------- |
| River Plate          | Uruguay   | 2013 - 2014     |
| Torque               | Uruguay   | 2015            |
| Huracán              | Uruguay   | 2015 - 2016     |
| Progreso             | Uruguay   | 2016            |
| Huracán              | Uruguay   | 2017            |
| Progreso             | Uruguay   | 2017 - 2018     |
| Liverpool            | Uruguay   | 2019            |
| Atlético Bucaramanga | Colombia  | 2019 - 2020     |
| CSD Municipal        | Guatemala | 2021 - Presente |